# Chevêchette du Tamaulipas
Glaucidium sanchezi
Espèce
Statut de conservation UICN

 NT  : Quasi menacé
Statut CITES
La Chevêchette du Tamaulipas (Glaucidium sanchezi) est une espèce d'oiseaux de la famille des Strigidae.

## Description
Cette espèce est l'un des plus petits rapaces nocturnes (Strigiformes) connus, mesurant seulement 13,5 cm de longueur. Avec son poids de 53 grammes, il reste cependant légèrement plus lourd que la Chevêchette nimbée (Xenoglaux loweryi) et la Chevêchette des saguaros (Micrathene whitneyi).

## Répartition
Cette espèce est endémique de la sierra Madre orientale.